# WHSQ
WHSQ（880 kHz、「ESPN New York 880」）は、アメリカ・ニューヨーク州ニューヨーク市にあるオーダシーが所有するAMラジオ局。グッド・カルマ・ブランズ（GKB）がローカルマーケティング契約（LMA）に基づき運営しており、ESPNラジオネットワークの共同旗艦局としてスポーツラジオ形式を放送している。送信所はブロンクス区ハイアイランドにあり、5万ワットのクリアチャンネル信号は、夜間にアメリカ東部およびカナダの多くの地域で受信可能である。
1924年9月にアルフレッド・H・グリーブのWAHGとして開局し、1926年にWABCとなった。CBSラジオ・ネットワークの加盟局として、その直営放送局として存続し、1946年から2024年まではWCBSのコールサインを使用していた。1967年にはオールニュースの放送形態を開始し、主にWINS（1010 AM）と競合した。その後、CBSとウェスティングハウス・ブロードキャスティングの合併後、WCBSはWINSの姉妹局となり、両局は放送スタイルと放送範囲において差別化を図った。2017年、CBSラジオはエンターコム（現：オーダシー）と合併し、CBSによるWCBSの所有権は終了した。
2022年、WCBSはWINSとの事業統合を開始した。2024年8月、オーダシーは57年間続いたWCBSのオールニュース形式を終了し、グッド・カルマ・ブランズとLMAを締結してスポーツ形式で同局を運営すると発表した。具体的には、GKBとエミス・コミュニケーションズとのWEPN-FM向けLMAの期限切れに伴い、同局の番組編成をオーダシーが引き継いだ。

## 番組編成
WHSQは、ローカル番組とESPNラジオの全国番組を放送しており、ニューヨーク・メッツ・ラジオ・ネットワークの旗艦局でもある。権利はグッド・カルマ・ブランズではなくオーダシーが所有しているため、LMAには加盟しておらず、メッツ放送中のWHSQの広告はオーダシーによって販売されている。同様に、オーダシーによって「Mets Radio 880」として宣伝されており、オーダシーアプリの関連ストリームではメッツの試合以外ではインフィニティ・スポーツ・ネットワークの番組を放送している。

## 歴史

### アルフレッド・H・グリーブ
1924年9月20日に「WAHG」として、950 kHzで500ワットの放送免許をアルフレッド・H・グリーブ&カンパニー（Alfred H. Grebe & Company）に初めて交付された。9月22日夜に初放送された。WAHGはニューヨークの先駆的なラジオ局であり、競馬やヨット競技など、遠隔地から放送した最初の商業ラジオ局の1つだった。
1926年12月、ノースカロライナ州アッシュビルにある放送局WABCはコールサインをWWNCに変更した。グリーブはこれを利用し、自分の放送局のコールサインを、アトランティック・ブロードキャスティング・カンパニー（Atlantic Broadcasting Company）への所有権変更を反映するものに変更し、12月17日に「新しい超高出力5kW放送局WABC（旧WAHG）が、西57丁目113番地から放送を開始し、「ガーラコンサート（gala concert）」でデビューする」と発表した。
1925年3月26日、2番目の放送局である「WBOQ」（「Borough Of Queens」の略）が、1270 kHzでA・H・グリーブ&カンパニー（A. H. Grebe & Company）に免許された。グリーブのアトランティック・ブロードキャスティング・カンパニーは、最終的にニューヨーク市エリアの4つの放送局（WABC、WBOQ、及びポータブル放送局WGMUとWRMU）の免許を取得した。設立されたばかりの連邦無線委員会（FRC）が移動可能な放送局の規制は困難すぎると判断したため、2つのポータブル放送局は1928年7月31日に廃止された。1928年11月11日、WABCとWBOQ は正式に「WABC-WBOQ」として統合され、FRCの一般命令40により、統合された運用は860 kHzの「クリアチャンネル」周波数に移行した。WABC-WBOQは、ニューヨーク市でフルタイムのラジオ放送を希望していたコロンビア・ブロードキャスティング・システム（CBS）のパートタイムネットワーク加盟局となった。CBSの番組は、それ以前にもWORでパートタイム放送されていた。WORは数年間独立局を維持し、その後、ミューチュアル・ブロードキャスティング・システムの設立に貢献した。

### CBSの所有権
CBSの番組を週3日放送していた短期間の後、WABC-WBOQはCBS社長のウィリアム・S・ペイリーに買収され、CBSネットワークが所有・運営するフルタイム放送局となった。WABC-WBOQは送信出力を5,000ワットから、FCCの最高許容値である現在の50,000ワットに増強した。スタジオも、52丁目の角にあるマディソン・アベニュー485番地のCBS本社に移転した。
同局は、CBSの全国放送から提供されるドラマ、コメディ、ニュース、スポーツ、音楽番組に加え、地域密着型の番組も放送していた。時が経つにつれ、WABCはCBSとその加盟局が提供する全国放送番組にますます力を入れるようになり、放送内容もCBSのニュース番組への関心の高まりに影響を受けた。1939年、放送業務は本社から52丁目を挟んだ向かい側にある新しいCBSスタジオ・ビルディングに移転した。

### 新しい周波数とコールサイン

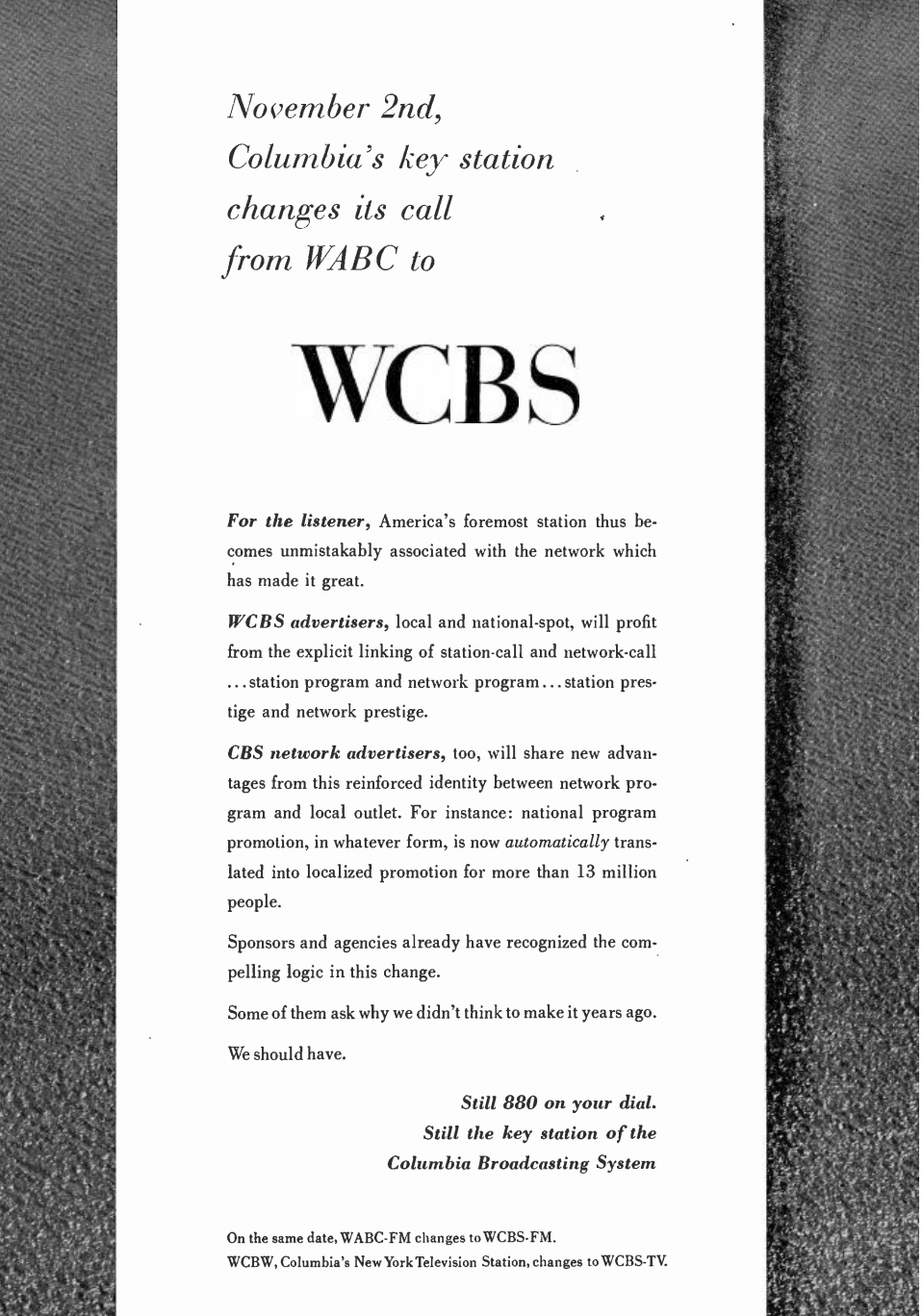
1946年11月2日、コールサインがWABCからWCBSに変更された。これは、当時設立されたアメリカン・ブロードキャスティング・カンパニーと区別し、コロンビア・ブロードキャスティング・システムの主要放送局であることをより明確にするためである。

1940年6月15日、一般的には使われていなかった「WBOQ」が局の二重コールサインから削除され、WABCだけになった。1941年、北米地域放送協定（NARBA）の実施により、周波数が880 kHzに移行した。
1946年9月8日、イリノイ州スプリングフィールドの放送局のコールサインがWCBSからWCVSに変更された。これにより、ニューヨークのWABCは、親ネットワークであるコロンビア・ブロードキャスティング・システム（CBS、Columbia Broadcasting System）との一体感を高めるために、同年11月2日に「WCBS」に変更することができた。また、1945年にその名前で運営を開始したアメリカン・ブロードキャスティング・カンパニー（ABC）のライバルネットワークとの混同を避けるのにも役立った。中継局の名前をWEHGからWABCに変更することで、コールサイン「WABC」の制御が維持された。ニューヨークの770 kHzで長年、無関係のABCラジオの旗艦局として機能してきたWABCは、1921年にWJZとして開局して以来、1953年にこのコールサインが割り当てられた。
その後20年間、WCBSはラジオのメロドラマ、午後のトーク番組、そしてオールナイトのイージーリスニング音楽番組『Music 'Til Dawn』を展開した。ボブ・ホール（Bob Hall）がホストを務め、アメリカン航空がスポンサーを務めた。この時期、WCBSにはアーサー・ゴッドフリー、後のCBSニュース社長ビル・レナード、作家エミリー・キンブロー、フォーク歌手のオスカー・ブランドなど著名人が出演した。

### 『Fear on Trial』の論争
1950年代、同局の昼間のホストの一人、ジョン・ヘンリー・フォークは、CBSのニュースキャスター、チャールズ・コリングウッドを含むブラックリスト反対派の一員で、アメリカテレビ・ラジオ芸能人連盟（AFTRA）の放送人組合の旗艦ニューヨーク支部の指導的立場にあった。
フォークとWCBSが反共産主義団体のアウェア（Aware, Inc.）から圧力を受けた後、フォークと弁護士のルイス・ナイザー（Louis Nizer）はアウェアを名誉毀損で訴えた。この訴訟はマッカーシズムとの戦いにおける重要な転換点の一つとよく考えられている。フォークは、カール・サンドバーグからフォークの窮状を知らされていたCBSの同僚ジャーナリスト、エドワード・R・マローから支援を受けた。マローの伝記作家ジョー・ペルシコ（Joe Persico）によれば、マローはフォークにナイザーを弁護士として雇うために必要な金を与えたという。フォークは1963年に最終的にこの訴訟に勝利し、その間に故郷テキサスで人気ラジオパーソナリティとなり、その後、カントリーミュージック/ユーモアバラエティ番組『ヒーホー』のレギュラー出演者として全国的なテレビパーソナリティとなった。
WCBSは、裁判を待つ間、聴取率が低下したためフォークを解雇した。スタンレー・クラウド（Stanley Cloud）とリン・オルソン（Lynne Olson）の著書「The Murrow Boys」は、WCBS幹部アーサー・ハル・ヘイズ（Arthur Hull Hayes）が証言台で、フォークの聴取率ではなく、同局全体の聴取率が下がったことを認めたと主張している。
この論争は、フォークの同名の自伝を一部基にした1975年のCBSテレビ映画『Fear on Trial』の題材となった。

### ニュース形式の採用
1950年代後半から1960年代前半にかけて、WCBSは、限られたトーク番組を含む、ミドル・オブ・ザ・ロード（MOR）の音楽及びパーソナリティ形式へと進化した。パーソナリティには、朝のホストのジャック・スターリング（Jack Sterling）、ビル・ランドル、リー・ジョーダン（Lee Jordan）などがいた。当時の多くのMOR局と同様に、WCBSもロックンロールアーティストによるソフトな曲を放送していた。当時の聴取率は、同じくMOR形式とより明確なアイデンティティを持っていたWORとWNEWのより高い聴取率と比べると平凡だった。こうした状況下でも、バラエティ番組『アーサー・ゴッドフリー・タイム（Arthur Godfrey Time）』は平日の午前中の定番番組であり続けた。最終的に、WCBSはCBSの旗艦ラジオ局としての地位を強化し、ローカルニュース報道（WORとWNEWの強み）での足場を築いた。
1960年代、CBS会長のウィリアム・S・ペイリーは、同局の聴取率の低さを懸念し、「Newsradio 88」として知られることになるニュースラジオの形式の作成につながる取り組みを始めた。ペイリーは、新しい形式を考案し、低聴取率を好転させるために、当時WCBS-TVの副社長兼ゼネラルマネージャーだったクラーク・B・ジョージ（Clark B. George）を雇った。この形式は1967年8月28日にデビューしたが、数時間前に小型飛行機がWCBSのAMアンテナ塔に墜落して破壊されたため、WCBS-FMで放送された。当初のアンカーにはチャールズ・オズグッド、エド・ブラッドリー、ロバート・ヴォーン（Robert Vaughn）、パット・サマーオールなどが含まれていた。その後のアンカーにはベテランニュースキャスターのルー・アドラー、ジム・ドネリー（Jim Donnelly）、ハーヴェイ・ハウプトマン（Harvey Hauptman）、ビル・リンチ（Bill Lynch）、ゲイリー・マウラー（Gary Maurer）などがいた。
当初、通勤時間帯にのみニュースを放送し、正午と夜間にはMOR形式を維持していた。数年のうちに、夜間放送を除く放送時間の大半にオールニュース番組編成を拡充した。「Newsradio 88」は、1970年1月にアメリカン航空がスポンサーの深夜番組『Music 'Till Dawn』が終了したのを機に、オールニュース形式への変革を開始し、1972年にゴッドフリーの平日朝のバラエティ番組が終了したことでそのプロセスを完了した。1970年代にオールニュースの強豪としての評判を築き上げ、2024年8月まで同形式を継続した。
WINSは通常、2つのオールニュース放送局の中でより高いアービトロン聴取率を獲得していたが、WINSの指向性パターンとは異なり、より強力で指向性のない信号を持つWCBSの方が郊外ではより高い聴取率を獲得していた。交通情報やニュース報道にはWINSよりもロングアイランドやウェストチェスター郡の地域が多く含まれており、時折WINSよりも長いインタビューや分析記事を取り上げることもあった。WCBSはWINSほど厳密にフォーマットされておらず、20分周期ではなく30分周期でフォーマットされていた。また、WINSとは異なり、WCBSは毎日の番組スケジュール中に30分毎にアンカーを変更しなかった。その代わりに、平日の各単独アンカーまたはアンカーチームは5:00から20:00までシフトを決め、その後は1時間か2時間毎に2人のアンカーが交代する。週末には、アンカーも1時間毎に交代した。

### その他のオールニュース放送局の追加
WCBSのオールニュースへの転換は、AM放送局グループを何らかの形のニュース番組編成に転換するというCBSラジオの長期計画における最初の動きだった。当時のグループは、WCBSに加え、ロサンゼルスのKNX、シカゴのWBBM、フィラデルフィアのWCAU、セントルイスのKMOX、ボストンのWEEI、サンフランシスコのKCBSで構成されていた。WCBSが形式を確立すると、CBSは残りのAM放送局の立ち上げに取り組み始めた。KCBS、KNX、WBBMは全て1968年に移行した。WEEIは1974年にオールニュース形式を採用し、WCAUも1年後に同形式に切り替えた。番組編成の変更はWCBSの場合と同じように段階的に行われ、当初は各局とも殆ど一日中ニュースを放送しながら、一部のローカル番組やネットワークの非ニュース番組も残した。数年間トークラジオの形式を編成してきたKMOXは影響を受けなかったが、後にニュース/トーク放送局に変更された。
ボストン、シカゴ、サンフランシスコでは、CBS傘下の放送局がオールニュース形式を独占していた。ニューヨーク、ロサンゼルス、フィラデルフィアでは、CBSはそれぞれウェスティングハウス所有の放送局のWINS、KFWB、KYWと競争しなければならなかった。彼らはCBS放送局群よりも先にオールニュース番組編成を導入していた。ロサンゼルスの放送局は数日以内に切り替えたが、フィラデルフィアのWCAUは1975年までこの形式に切り替えなかったため、KYWは聴取者に対して10年も先行することになった。多くの人が、WCAUがKYWとの競争に勝てなかった主な理由はこれだと非難している。WCAUのオールニュース形式は僅か3年しか続かなかったのである。対照的に、CBSの他のオールニュース放送局は、同形式で成功と安定性を獲得した。1995年、ウェスティングハウスはCBSと合併し、WCBSは長年のライバルであるWINSの姉妹局となった。
2000年10月、WCBSはCBS本社（西52丁目51番地、通称「ブラックロック」）からCBS放送センター（西57丁目524番地）へ移転した。この頃から、「Newsradio 880」という名称で放送を開始した。2011年12月2日、ハドソン・スクエア放送センター（Hudson Square Broadcast Center）として知られるハドソン・ストリート345番地に業務を移転し、CBSラジオの他のニューヨーク放送局とスペースを共有するようになった。

### エンターコム/オーダシーの所有権
2017年2月2日、CBSはCBSラジオを当時アメリカで4番目に大きなラジオ放送会社であったエンターコムと合併することに合意した。この売却は非課税となるようリバース・モリス・トラストを使用して行われた。CBSの株主は合併後の会社の所有権の72%を保持したが、エンターコムが存続会社となり、WCBSラジオ（880とFM 101.1の両方）がWCBS-TVから分離された。合併は同年11月9日に承認され、11月17日に完了した。CBSとの契約の一環として、エンターコムはWCBSと姉妹局のWCBS-FM、サンフランシスコのKCBS（AM）、ロサンゼルスのKCBS-FMのブランドと商標を20年間使用する権利を与えられたが、その後はエンターコム（または後継団体）はそれらのコールレターの使用を放棄する必要があった。
エンターコムとの合併前、CBSラジオは、WCBS、WINS、KNX、WBBM、KYW、KCBS、ボストンのWBZ、デトロイトのWWJ、ダラスのKRLDという、国内最大のオールニュースラジオ局9局を運営していた（エンターコムとの取引の一環として、また規制当局の承認を得るために、WBZは他のいくつかのエンターコム放送局と共に、2017年12月19日付けでアイハートメディアに売却された）。
2022年10月10日、オーダシーがSAG-AFTRAと新たな契約を締結した後、WCBSとWINSのスタッフとニュースルームが統合されることが発表された。同時に、WNYL（92.3 FM）もWINSのFM同時放送となった。この移行により、WINSはFM放送局となったが、WCBSはAMラジオと101.1 WCBS-FMのHDラジオデジタルサブチャンネルのみに留まった。

### オールニュース形式の終焉、グッド・カルマ・ブランズとのLMA
WINSがFM信号を追加して以来、WINSのリスナー（特に若年層）と収益はWCBSの犠牲となって増加してきた。一方、2022年にWINS-FMが追加される前は、両局の収益は互角だった（WCBSの3,090万ドルに対してWINSは3,160万ドル）。この追加後、その数字は翌年には2,970万ドルに急落した（さらに残念なことに、WINS-AM/FMの4,000万ドルとの差がさらに広がった）。2024年までに、この動きによってWCBSのリスナーが流出していることが明らかになった。同局は、2024年6月の聴取率調査で僅か1.5と過去最低を記録し、累計聴取者数は679,400人（WINSの1,538,800人より大幅に低い）にとどまり、25～54歳の聴取者層では24位にとどまり、WINSの11位を大きく下回った（2022年にはWCBSは18位でWINSより1つ下の順位だったが、それ以降は大幅に順位を落としている）。
2024年8月12日、オーダシーは「全国の地方ジャーナリズムが直面している逆風により、ニュースを最も効果的に配信する方法を戦略的に再考することが不可欠になった」として、同年8月26日付けでWCBSのオールニュース形式を終了すると発表し、今後はWINSのみに注力すると述べた。オーダシーはグッド・カルマ・ブランズとローカルマーケティング契約（LMA）を締結した。この契約により、WEPN-FMのESPNラジオ番組はWCBSに移行し、コールレターは「WHSQ」に変更された。グッド・カルマ・ブランズは、所有者であるエミス・コミュニケーションズとのLMAに基づいてWEPN-FMを運営しており、2024年8月末の契約満了時に契約を更新する予定はなかった。
WCBSは、同局の歴史に焦点を当て、出身者を招いて3時間の回顧特別番組『WCBS 880 News: The People, the Moments, and the Events that Shaped our Lives』を制作した。最後にジョン・レノンの「イマジン」が流れ、朝のニュースアンカーのウェイン・キャボット（Wayne Cabot）が番組を締めくくり、2024年8月26日深夜をもって正式にニュース形式を終了した。同局プロデューサーのレイ・マーテル（Ray Martel）はスタジオ11a（WCBS 880 AMスタジオ）で、真夜中になってWCBSが終了する時計に注目しながら、最後の瞬間を撮影していた。
ESPNラジオの番組に加え、WHSQはオーダシーが所有するニューヨーク・メッツの権利も保持した。ラトガース・スカーレットナイツのバスケットボールチームの権利はWFANに移管された。

## WCBSの番組編成

### 時刻アナウンス
WCBSは1924年からオールニュース番組編成が終了する2024年まで、3分毎に時刻をアナウンスすることで知られていた。これは、20世紀初頭には、全てのリスナーが信頼できる時計を持っていたわけではないためである。人々はほぼ毎日、ラジオの時計に合わせなければならなかった。WCBSは毎正時になると、CBSネットワーク特有の「ボン」という音を鳴らして時刻を知らせていたが、後に10秒遅れで放送するようになった。時刻は「WCBS news time: _:__.（WCBSニュース、時刻は○時○分です）」と明確にアナウンスされた。この標準的な方法は、若干の違いはあるものの、全米のCBS加盟のニュースラジオ局でも採用されている。

### 「Traffic and Weather Together」
オールニュース局であるWCBSは、10分毎に交通情報と天気予報を組み合わせ、「8分毎に（on the eights）」放送することを宣伝し、「Traffic and Weather Together（交通と天気を一緒に）」というキャッチフレーズを使用した。同局の主任気象予報士クレイグ・アレンとラッシュアワーの交通リポーターのトム・カミンスキー（Tom Kaminski）は、ともに30年以上WCBSに勤務し、その趣旨の一連のコマーシャルを一緒に収録した。アレンの代理を務めたパートタイムの気象予報士のトッド・グリックマンは、1979年からオールニュース番組編成を終了する2024年までWCBSに勤務していた。
WCBSのプロモーション活動が、ニュージャージー州を拠点とするファウンテインズ・オブ・ウェインのアルバムのタイトル「トラフィック・アンド・ウェザー」のインスピレーションになったと同局に語ったインタビューで明らかになった。

### スポーツ
2019年、WCBSはWORの後任としてメジャーリーグベースボールのニューヨーク・メッツの旗艦局となった。数年前から、姉妹局のWFAN (AM)とWFAN-FMがNFLのニューヨーク・ジャイアンツ、NBAのブルックリン・ネッツ、およびナショナルホッケーリーグのニュージャージー・デビルスを放送する際の主要なオーバーフロー放送局としての役割を果たしてきた。メッツがWCBSに移籍した際、エンターコムはそのような競合に対応するためにWFANがAMとFMのフィードを分割することを許可した。WFANは2014年にWCBSから買収したニューヨーク・ヤンキースの野球も放送している。NFLやNBAの規制によりスポーツイベントをストリーミングできなかった時も、WCBSはウェブフィードで継続的にニュース報道を続けた（MLBは、数年間MLB.com経由で独占配信を行っていたが、2019年に地元ラジオ局のパートナーに再び試合のストリーミング配信を許可した。NHLのラジオ放送停止は発生していない）。2022年、WCBSオーダシーストリームは、メッツの放送をチームの放送地域内で配信し始めた。その年の後半、長年本拠地となっていたWORに代わって、ラトガース・スカーレットナイツ男子バスケットボールチームの旗艦局となった。
WCBSはヤンキースのラジオ旗艦局として3期にわたって活動し、直近では2002年から2013年まで運営されていた。1939年から1940年までWABCとして知られていた時にヤンキースの放送を行っていた。また、1960年から1966年にかけては、チームがCBSによって所有されていた時期もあり、同社は1964年にヤンキースの株式の過半数を買収した。1973年にジョージ・スタインブレナー率いるグループにクラブを売却した。
1987年にWFANがオールスポーツ形式の放送を開始するまで、WCBSはMLBやNFLなどのプロスポーツイベントを放送するCBSラジオ・ネットワークの主な放送局だった。1980年代から1990年代にかけて、セント・ジョンズ大学バスケットボールチームの復活劇が起きた際には、同大学の商業放送の旗艦局としての役割も担っていた。また、WCBSはニューヨーク・ジェッツの旗艦局として2期にわたり活躍した。全ニュース放送が始まる前の時代、WCBSは野球のジャイアンツ（1930年代から1940年代のジャイアンツ対ヤンキースのホームゲームパッケージの一部として）、フットボールのジャイアンツ、NBAのニューヨーク・ニックスも放送していた。2016年、ニューヨーク・アイランダースはその年のプレーオフに向けて旗艦局をWCBSに移し、WFANでは放送可能な試合を厳選して放送した。アイランダースはそれまで非営利のWNYEでの放送に頼っていたため、放送で収益を上げるチームの能力が制限されていた。
WCBSは、オールニュースの放送開始以前の時代に、アスリートから放送関係者に転身する人々にとっての出発点としての役割を果たした。最も有名なのは、元フットボールのジャイアンツ選手、パット・サマーオールとフランク・ギフォードが、現役時代後半にWCBSやCBSラジオ・ネットワークで様々な役職に就いていたことである。スポーツアナウンサーのマーティ・グリックマンは、1960年代にスポーツディレクターを務めていた。
メル・アレンは、ヤンキースの主任アナウンサーとしての在任中も以前も、WCBSとCBSラジオ・ネットワークの多才なアナウンサーとして有名だった。数十年後、エド・イングルズ（Ed Ingles）はWCBSのスポーツディレクター兼朝のスポーツアンカー、ジェッツとセント・ジョンズの放送のリポーター、そしてバリー・ランダーズ（Barry Landers）、ビル・シュバイツァー（Bill Schweizer）、スペンサー・ロス、ビル・ドートリー（Bill Daughtry）などベテランの地元及び全国放送のアナウンサーの指導者として25年のキャリアを築いた。
2023年、WCBSはコンパス・メディア・ネットワークスの配信する日曜午後のNFL試合を放送した。また、スカイビュー・ネットワークス（Skyview Networks）が配信するノートルダム・ファイティングアイリッシュのフットボール中継も放送した。